# كوري جونسون (صحفي)
كوري جونسون (بالإنجليزية: Cory Johnson)‏ هو صحفي أمريكي، ولد في 1992.